# Siergiej Uwarow
Siergiej Siemionowicz Uwarow (ros. Сергей Семёнович Уваров; ur. 14 sierpnia?/25 sierpnia 1786 w Moskwie, zm. 23 sierpnia?/4 września 1855 tamże) – rosyjski polityk, minister oświaty Imperium Rosyjskiego (1833–1848); twórca formuły „prawosławie, samowładztwo, ludowość” (ros. православие, самодержавие, народность) – według wielu autorów oficjalnej ideologii Rosji carskiej obowiązującej od czasów Mikołaja I do upadku caratu.

## Życiorys
W 1833 objął urząd ministra oświaty Imperium Rosyjskiego i na tym stanowisku wystąpił ze swymi sławetnymi zasadami „prawosławia, samowładztwa i ludowości”, w których usiłował wykazać, że lud rosyjski jest rzekomo z samej swej natury głęboko religijny o skłonnościach mistycznych, że jest uległy, oddany carowi, Kościołowi prawosławnemu i obszarnikom. W ślad za Uwarowem idee te usilnie propagowali Michaił Pogodin, Stiepan Szewyriow, Jan Tadeusz Bułharyn, Nikołaj Griecz i inni.
Formuła „prawosławie, samowładztwo, ludowość”, określana także jako teoria oficjalnej ludowości, stała się ideologicznym fundamentem polityki kolejnych carów rosyjskich począwszy od Mikołaja I. Ogłoszona w 1833 formuła oznaczała uznanie samowładztwa carskiego za niezbędny fundament funkcjonowania Imperium Rosyjskiego, Rosyjskiego Kościoła Prawosławnego – za źródło ideałów etycznych respektowanych przez społeczeństwo rosyjskie, zaś lud rosyjski – za stronnika i obrońcę panującej dynastii Romanowów. James Billington określa Uwarowa jako głównego ideologa rosyjskiego kontroświecenia. Siergiej Sołowjow twierdzi, że tworząc swoją formułę Uwarow nie utożsamiał się w istocie z żadnym z jej członów: nie był człowiekiem wierzącym, popierał idee liberalne (niedające się pogodzić z koncepcją władzy absolutnej), nie znał literatury i kultury rosyjskiej, sam zaś pisał wyłącznie po niemiecku lub francusku. Ludwik Bazylow podkreśla, że w literaturze Uwarowa ocenia się często jako karierowicza pozbawionego zasad, chociaż niewątpliwie wykształconego; wymieniony historyk nie zgadza się w pełni z tą oceną. Według Andrzeja Wierzbickiego koncepcja Uwarowa w rzeczywistości nie stała się oficjalną doktryną państwa, a jedynie inspirowała słowianofilów, zaś na jej bazie teoretyk rosyjskiego nacjonalizmu Pawieł Kowalewski stworzył zmodyfikowaną triadę samodzierżawie, prawosławie, russkoje jedinodierżawie. Przyczyną, dla której uwarowowska narodnost' nie zyskała całkowitego uznania władcy, były obawy, że odwoływanie się do ludu jako źródła legitymizacji władzy podważa zasadę legitymizmu dynastycznego, a także może wywołać antagonizmy etniczne.
W okresie sprawowania urzędu ministra oświaty przez Uwarowa rząd prowadził działania na rzecz centralizacji i ujednolicenia systemu nauczania w całym kraju. Propagowano przy tym sformułowaną przez ministra oficjalną ideologię oraz dążono do wyeliminowania wszelkiej intelektualnej opozycji wobec niej. Docelowo każdy Rosjanin miał uzyskiwać jedynie takie wykształcenie, które odpowiadałoby jego pochodzeniu społecznemu. Dążąc do nadania wykształceniu wyższemu elitarnego charakteru, podniesiono wymagania dla kandydatów na uniwersytety, ograniczając liczbę studentów, w szczególności tych o niskim pochodzeniu. Równocześnie Uwarow dążył do podniesienia poziomu nauki rosyjskiej, otwierając nowe katedry uniwersyteckie oraz kierując zdolnych naukowców na stypendia zagraniczne. Szczególnie wspierał rozwój rosyjskiej orientalistyki, którą osobiście się interesował. Zafascynowany kulturami azjatyckimi i starożytnego wschodu, poszukiwał w nich inspiracji dla budowy doskonałej cywilizacji. Dorobek kulturalny antyku oceniał przy tym jako niezgodny z oficjalną doktryną ludowości, nisko cenił dorobek nowożytnej Europy Zachodniej, krytykował sceptycyzm i myśl Kartezjusza.
Zmuszony do ustąpienia ze stanowiska ministra oświaty w 1849, gdy Mikołaj I, po Wiośnie Ludów, jeszcze bardziej zaostrzył kurs swojej polityki na skrajnie konserwatywny.